# ORDINARY (Every Little Thingのアルバム)
『ORDINARY』（オーディナリー）は、Every Little Thingの10枚目のオリジナルアルバム。2011年9月21日にavex traxから発売された。

## 解説
デビュー15周年に発売された10thアルバム。オリジナルアルバムとしては前作『CHANGE』から約1年半振りの発売。
15th Anniversary Special Edition（数量限定生産盤）、CD+DVD、CDのみの3形態での発売。なお、15th Anniversary Special Edition、CD+DVDともにDVDの収録内容が一部異なる。
15th Anniversary Special Editionは15th Anniversary Special Goodsとして持田香織直筆イラスト入り「オリジナル扇子」、15th Anniversaryロゴ入り「オリジナル風呂敷」、豪華32Pブックレットが封入されている他、限定BOX仕様となっている。また、42ndシングル「アイガアル」との連動購入者特典応募用紙が封入されている。
CD+DVD、CDのみともに初回生産分のみ42ndシングル「アイガアル」との連動購入者特典応募用紙封入。
mu-moショップのオリジナル特典はメンバー直筆（印刷）メッセージカード、セブンネットショッピングの予約特典はポストカード。

## 収録曲

### CD
- 全曲作詞：持田香織
- 収録合計時間：58:27

1. アイガアル (4:04)
作曲：HIKARI / 編曲：HIKARI & Every Little Thing
42ndシングル。
フジテレビ系ドラマ「全開ガール」主題歌
2. tomorrow (4:10)
作曲：HIKARI / HIKARI & Every Little Thing
H.I.S.「ウエディング」CMソング
3. 宙 -そら- (5:17)
作曲：菊地一仁 / 編曲：中尾昌文 & Every Little Thing
41stシングル。
劇場版ポケットモンスター ベストウイッシュ「ビクティニと黒き英雄 ゼクロム」主題歌
4. 空白 (5:55)
作曲： 井上慎二郎 / 編曲：井上慎二郎 & Every Little Thing / Strings：金原千恵子
歌詞はAメロ・Bメロが日本語詞、サビが英語詞で構成されている。
5. MOON (4:26)
作曲：鈴木大輔 / 編曲：中尾昌文 & Every Little Thing
40thシングル。
6. wonder love (4:07)
作曲： 日比野裕史 / 編曲：林真史 & Every Little Thing
H.I.S.「ハネムーン」CMソング
7. STAR (4:59)
作曲：HIKARI / HIKARI & Every Little Thing
39thシングル。
8. Asian Beauty (Instrumental) (1:48)
作曲： 伊藤一朗 / 編曲：中尾昌文 & 伊藤一朗
インスト曲。
9. 響 -こえ- (4:46)
作曲：菊池一仁 / 編曲：十川知司 & Every Little Thing
41stシングル。
劇場版ポケットモンスター ベストウイッシュ「ビクティニと白き英雄 レシラム」主題歌
10. ありがとうはそのためにある (4:18)
作曲：渡辺拓也 / 編曲：村田昭 & Every Little Thing / Strings：弦一徹
42ndシングル「アイガアル」のカップリング曲。
11. ORDINARY  (5:18)
作曲：菊池一仁 / 編曲：中尾昌文 & Every Little Thing
本アルバムの表題曲。
Kracie「カンポウ専科かぜ薬」タイアップソング
12. Pray For East (Instrumental) (2:41)
作曲：伊藤一朗 / 編曲：中尾昌文 & 伊藤一朗
インスト曲。
タイトルの「East」とは東北地方を指す。
13. BEGIN (6:38)
作曲：多胡邦夫 / 編曲：中尾昌文 & Every Little Thing
「日本ジュエリー協会」キャンペーンテーマソング
39thシングル「STAR」、40thシングル「MOON」2作品購入応募特典「公開レコーディング参加権」の当選者が招待され、公開レコーディングが行われた楽曲。当選者はエンディング部分のコーラスに参加しており、公開レコーディングの模様はCD+DVD盤のDVDに収録されている。
リミックスバージョン、アコースティックバージョン、ライブ音源等を除くELTのオリジナル楽曲で最も演奏時間が長く、初めて6分を超えている。

### DVD

#### 15th Anniversary Special Edition【数量限定生産盤】
1. STAR (Music Video)
2. MOON (Music Video)
3. 宙 -そら- (Music Video "Original Version")
4. アイガアル (Music Video "Album Version")
5. 15th Anniversary Special History Movie
1996年のデビューから2011年までの15年間をミュージック・ビデオのメドレー形式で振り返るヒストリー映像。
ごく一部だが、7thシングル『Face the change』サビ部分のMV（発表当時のスポット用映像の為、完全フル尺では無い）が視聴でき、このDVDのみでの収録となる。

#### CD+DVD【通常盤】
1. 「STAR」(Music Video)
2. 「MOON」(Music Video)
3. 「宙 -そら-」(Music Video "Original Version")
4. 「アイガアル」(Music Video "Album Version")
5. 「OFF SHOT ♯1」(「宙 -そら-」MV Shoot)
6. 「OFF SHOT ♯2」(「アイガアル」MV Shoot)
7. 「OFF SHOT ♯3」(「BEGIN」公開REC)

## 演奏
- 持田香織：Vocal, Backing Vocals
- 伊藤一朗：Acoustic Guitar, Electric Guitar, Electric Sitar
- 中尾昌文：Keyboards, Programming (#3.5.8.11.12)
- HIKARI：Keyboards, Programming (#1.2.7)
- 林真史：Keyboards, Programming (#6)
- 井上慎二郎：Keyboards, Programming (#4)
- 十川知司：Piano, Programming (#9.13)
- 村田昭：Piano (#10)
- 笠原直樹：Bass (#6.10.12)
- 種子田健：Bass (#9)
- 鈴木渉：Bass (#13)
- 屋敷豪太：Drums (#13)
- 村石雅行：Drums (#9)
- 小関純匡：Drums (#10)
- 山口鷹：Drums (#6)
- 弦一徹ストリングス：Strings (#10)
- 金原千恵子ストリングス：Strings (#4)
- 真部裕：1st Violin (#9)
- 室屋光一郎：2nd Violin (#9)
- 生野正樹：Viola (#9)
- 遠藤益民：Cello (#9)
- 公開レコーディングの皆さん：Chorus (#13)